# Oxyopes purpurissatus
Oxyopes purpurissatus là một loài nhện trong họ Oxyopidae.
Loài này thuộc chi Oxyopes. Oxyopes purpurissatus được Eugène Simon miêu tả năm 1910.